# Romualda
Romualda – imię żeńskie pochodzenia germańskiego, żeński odpowiednik imienia Romuald, które oznacza „ten, który zdobył sławę dzięki swemu panowaniu”.
W styczniu 2024 w rejestrze PESEL, wśród publicznie dostępnych danych, wykazano 5356 kobiet o imieniu Romualda nadanym jako imię pierwsze oraz 2660 kobiety noszące imię Romualda jako imię drugie. Dla porównania, najczęściej nadane jako żeńskie imię pierwsze – Anna, nosi 1072616 osób.
Romualda imieniny obchodzi 19 czerwca.

## Imię Romualda w innych językach[6]
- łacina – Romualda
- białoruski – Ramual'da
- bułgarski – Romualda.

## Kobiety o imieniu Romualda
- Romualda z Bagnickich Baudouin De Courtenay.